# Artomyias
Genre
Artomyias est un genre d'oiseaux de la famille des Muscicapidae.

## Description
Dans leur publication de 1855, les auteurs définissent ainsi le genre Artomyias : 

« Bec déprimé a sa base et trés rétréci vers le bout, qui est échancré, à commissure très fendue ; mandibule supérieure à bords rentrés, recouvrant ceux de la mandibule inférieure ; à base garnie de quelques petites soies fines. Narines ovales, percées dans une membrane. Aile atteignant la moitié de la longueur de la queue ; la quatrième rémige la plus longue. Queue légèrement échancrée au centre. Tarses courts, couverts de plumes au delà du talon. Ongles petits et crochus. »

## Liste d'espèces
Selon la classification de référence du Congrès ornithologique international (15.1, 2025) (ordre phylogénique) :
- Artomyias ussheri (Sharpe, 1871) – Gobemouche d'Ussher
- Artomyias fuliginosa (Verreaux & Verreaux, 1855) – Gobemouche enfumé

## Systématique
Le nom valide complet (avec auteur) de ce taxon est Artomyias Verreaux & Verreaux, 1855,. Son espèce type est Artomyias fuliginosa.

### Publication originale
- (fr + la) Jules Verreaux et Édouard Verreaux, « Oiseaux nouveaux du Gabon », Journal für Ornithologie, Berlin, vol. 3, no 14,‎ mars 1855, p. 101-106 (ISSN 0021-8375, e-ISSN 1439-0361, lire en ligne, consulté le 7 avril 2025).